# Humularia drepanocephala
Humularia drepanocephala là một loài thực vật có hoa trong họ Đậu. Loài này được (Baker) P.A.Duvign. miêu tả khoa học đầu tiên.